# Dependencia funcional
El concepto de dependencia funcional aparece en varios contextos de la matemática y la lógica (teniendo una importante aplicación en bases de datos relacionales) y se refiere a que determinados entes matemáticos pueden expresarse como funciones matemáticas de otros entes.

## Teorema de dependencia funcional
El concepto de dependencia funcional es una generalización del concepto de dependencia lineal. Se dice que un conjunto de funciones es funcionalmente dependiente cuando existe una relación funcional entre ellas, o alternativamente, cuando alguna de las funciones del conjunto es expresable como función de las otras funciones del conjunto. 
Más formalmente, si se tiene un conjunto abierto {\displaystyle A\subset \mathbb {R} ^{n}} y una colección de funciones {\displaystyle \{f_{1},\dots ,f_{m}\}}, con {\displaystyle f_{i}:A\to \mathbb {R} }, se dice que dicho conjunto es funcionalmente dependiente si existe una función {\displaystyle F:\mathbb {R} ^{m}\to \mathbb {R} } tal que:
1. Para cada conjunto abierto {\displaystyle G\subset \mathbb {R} ^{m}} existe {\displaystyle a\in G}, con {\displaystyle F(a)\neq 0\,}.
2. {\displaystyle F(f_{1}(x),\dots ,f_{n}(x))=0} para todo {\displaystyle x\in A}.

En caso contrario se dice que la familia es funcionalmente independiente. La condición (1) anterior expresa que la función F no puede ser idénticamente nula en ningún abierto de {\displaystyle \mathbb {R} ^{m}}. La relación (2) expresa la existencia de una relación constante entre las funciones de la colección.
El teorema de dependencia funcional establece que una condición necesaria es que si las funciones {\displaystyle \{f_{1},\dots ,f_{m}\}} son de clase {\displaystyle C^{1}\,} entonces todos los menores de orden m de la matriz jacobiana {\displaystyle \left[D_{i}f_{j}(x)\right]} son idénticamente nulos, o equivalentemente que dicha matriz tiene un rango inferior a m.
Una aplicación importante de este teorema es que da condiciones bajo las cuales una función, que en principio depende de n parámetros, puede expresarse como función de un conjunto de variables más pequeño.

## Lógica
Sean {\displaystyle x} e {\displaystyle y} atributos (o conjunto de atributos) de una relación {\displaystyle \!R}. Se dice que {\displaystyle y} depende funcionalmente de {\displaystyle x} (se denota por {\displaystyle x\to y}) si cada valor de {\displaystyle x} tiene asociado un solo valor de {\displaystyle y}. En esta relación, a {\displaystyle x} se le denomina determinante (de {\displaystyle y}). Se dice que el atributo {\displaystyle y} es completamente dependiente de {\displaystyle x} si depende funcionalmente de {\displaystyle x} y no depende de ningún subconjunto propio de {\displaystyle x}.

## Bases de datos relacionales
La dependencia funcional es la base del proceso de normalización de bases de datos relacionales, que garantiza la integridad de los datos.
Veamos un ejemplo con datos de un estudiante. Se almacenan el DNI del estudiante, su nombre, asignaturas que estudia y coordinador de la asignatura
| DNI      | Nombre | Asignatura  | Coordinador de asignatura |
| -------- | ------ | ----------- | ------------------------- |
| 11111111 | Pedro  | Matemáticas | Pablo                     |
| 22222222 | Marta  | Matemáticas | Pablo                     |
| 11111111 | Pedro  | Filosofía   | Ana                       |

Puede observarse que siempre que en una fila aparece un mismo DNI (por ejemplo 11111111) se corresponde con el mismo nombre (Pedro en este caso), lo que se notaría como DNI→nombre (o DNI D.F. nombre). Y lo mismo sucedería con la asignatura y su coordinador. A efectos prácticos, almacenar datos como estos en una sola tabla obligaría a tener redundancia, que abre la puerta a inconsistencias de datos, ineficiencia en su uso y otros problemas.